# عدسی تخت
عدسی تخت یک لنز است که شکل مسطح آن اجازه می‌دهد تا تصویر برداری بدون اعوجاج را با دیافراگم‌های بزرگ یا کوچک تهیه کرد. لنز تخت نیاز به ضریب شکست نزدیک به ۱ در یک محدوده زاویه‌ای گسترده دارد. لنز تخت را می‌توان بسته به کاربرد دقیق آن که چه لنز مورد نیاز است اصلاح شود. محدودیت لنز تخت این است که هر لنز تنها می‌تواند روی مجموعه‌ای محدود از طول موج فوکوس (تمرکز) داشته باشد. لنز تخت عموماً با ساختار فرنل کارمی کند. با این حال، پیچیدگی هندسی لنز فرنل و بهرهٔ پایین صفحات منطقه فرنل باعث می‌شود که آنها به خوبی برای ادغام با پردازش در مقیاس ویفر مناسب نباشند. سازه‌های مؤثر به عنوان یک جایگزین ارائه شده است.
یک نوع لنز جدید با عنوان " آرایه انتقال با کنتراست بالا " (high contrast transmitarray) معرفی شده است. این لنز از سیلیکون ساخته شده است. لنز فقط یک میلیونیوم یک متر ضخامت دارد یا یک صدم قطر یک تار موی انسان، و آن را با تزریق سیلیکون در اندازه‌های مختلف تولید می‌کنند. هنگامی که در زیر اسکنر میکروسکوپ الکترونی تصویربرداری می‌شود، لنز شبیه به یک جنگل که از درخت پاک شده و تنها کندهٔ درختان باقی‌مانده است.
گزارش شده است که میکرو لنزها در طول موج‌های مخابراتی با نقاط کانونی ۰٫۵۷ طول موج و بهره فوکوس (تمرکز) تا ۸۲ درصد تولید شده‌اند.
یک لنز نور یا یک تصویر را با به تأخیر انداختن مدت زمان عبور نور از طریق بخش‌های مختلف آن، متمرکز
می‌کند. در لنزهای شیشه‌ای کروی عبور نور از بخش‌های ضخیم‌تر زمان زیادتری نسبت به بخش‌های نازک
تر می‌برد. در لنز مسطح این تأخیر به قطر تزریق سیلیکون بستگی دارد. اگرچه لنزهای شیشه‌ای کروی می
توانند نزدیک ۱۰۰٪ نور را فوکوس کنند اما آنها به طرح‌های پیچیده‌ای با سطوح غیر کروی نیاز دارند که
برای صیقل دادن سخت است. از طرف دیگر طراحی لنزهای فلت می‌توانند بسته به کاربرد مورد استفاده
اصلاح شوند که این عمل به سادگی با استفاده تغییر الگوی نانو سیلیکون‌ها انجام می‌شود. یک محدودیت لنز
فلت این است که هر لنزی می‌تواند یک مجموعهٔ محدودی از طول موج را فوکوس کند.

## تاریخچه
اولین عدسی مسطح که در فرکانس‌های مادون قرمز کار می‌کرد در سال ۲۰۱۲ با استفاده از آنتن‌های
نانوساختار ساخته شد که به دنبال آن در سال ۲۰۱۳ یک لنز مسطح برای فرکانس‌های ماوراء بنفش ساخته شد.
در سال ۲۰۱۴ یک لنز مسطح معرفی شد که متامتریال کامپوزیت و اپتیک دگرگونی
ترکیب شده است. لنز روی یک محدوده فرکانس گسترده کار می‌کند.